# Middleburg (Florida)
Middleburg es un lugar designado por el censo ubicado en el condado de Clay en el estado estadounidense de Florida. En el Censo de 2010 tenía una población de 13.008 habitantes y una densidad poblacional de 256,81 personas por km².

## Geografía
Middleburg se encuentra ubicado en las coordenadas 30°3′1″N 81°54′4″O / 30.05028, -81.90111. Según la Oficina del Censo de los Estados Unidos, Middleburg tiene una superficie total de 50.65 km², de la cual 50.65 km² corresponden a tierra firme y (0%) 0 km² es agua.

## Demografía
Según el censo de 2010, había 13.008 personas residiendo en Middleburg. La densidad de población era de 256,81 hab./km². De los 13.008 habitantes, Middleburg estaba compuesto por el 92.94% blancos, el 3.06% eran afroamericanos, el 0.58% eran amerindios, el 0.68% eran asiáticos, el 0.04% eran isleños del Pacífico, el 0.94% eran de otras razas y el 1.76% pertenecían a dos o más razas. Del total de la población el 4.13% eran hispanos o latinos de cualquier raza.